# 1842

## أحداث
- استلم الشيخ بندر بن محمد السعدون حكم قبيلة المنتفق.
- نهاية الحرب الإنكليزية الأفغانية الأولى في 1 أكتوبر 1842 والتي بدأت في 1 مارس 1839.
- نهاية حروب المسكيت في 1842 والتي بدأت في 1807.
- نهاية حرب الأفيون الأولى في 29 أغسطس 1842 والتي بدأت في 18 مارس 1839.
- نهاية حرب السيمينول الثانية في 14 أغسطس 1842 والتي بدأت في 23 ديسمبر 1835.
- 9 سبتمبر - إعلان الحماية الفرنسية على تاهيتي.

## مواليد
- آرثر كالفن ميليتي
- ألفرد مارشال
- ألكسندر ريبو
- بيوتر كروبوتكين
- جون وليم ريليه
- جيوفاني جوليتي
- سوفوس لي
- عبد الحميد الثاني
- كارل ماي
- ويليام جيمس

### يناير
- 11 يناير - جون هاريسون ميلز، رسام ورجل أعمال أمريكي.

## وفيات
- عيسى بن محمد السعدون شيخ قبيلة المنتفق.
- بيتر فيندي
- سيسموندي
- يوهان فولفغانغ فون غوته